# Сафронов, Михаил Николаевич
Михаил Николаевич Сафронов (род. 7 сентября 1976) — российский спортсмен-конкурист и тренер, мастер спорта России международного класса.

## Биография
Начал заниматься конным спортом раньше большинства сверстников, в возрасте 6 лет, под руководством отца, тренера конноспортивной школы при ВНИИК. В 10 лет выиграл взрослый турнир в Таллине, регулярно выступал в юношеских соревнованиях с 12 лет — на два года раньше официально разрешённого возраста.
В 1992 году, в 16 лет, в условиях, когда новые владельцы клуба отдавали предпочтение троеборью перед конкуром, на два года оставил конный спорт. Два года занимался футболом, возобновил занятия конным спортом во время военной службы, в составе клуба ЦСКА. Уже в первый год службы, на Битуме, выиграл Кубок России на малых высотах в Кировском конном заводе, занял второе место в чемпионате России и на этапе Кубка мира. После этого был приглашён выступать за Клуб Тихонова. Освоение в новом клубе затянулось, и спортивные успехи вернулись после того, как спортсмен сумел получить из ЦСКА коня Сопосто, на котором выступал до этого. В 1999 году впервые возглавил российский рейтинг.
За Клуб Тихонова выступал до 2001 года. После этого работал на конном заводе «Георгенбург» и выступал в международных соревнованиях за его команду. Старший тренер сборной России по конкуру.

## Награды
- Семикратный чемпион России по конкуру (1997 — летний и зимний, 2000, 2004, 2006, 2007, 2017) на пяти разных лошадях — Сопосто, Валентино, Робин-Гуд, Коммон-Сенс и Диарадо[5], победитель чемпионата России в группе Б (2012) с Голиафом[2].
- Участник финала Кубка мира (2008) в Гётеборге (36-е общее место с Коммон-Сенсом)[2].
- Неоднократный победитель этапов Кубка мира в Отраде (Москва) на Корвете[6].
- Спортсмен года в России (2020) по версии ФКСР[7].